# Hirundo aethiopica

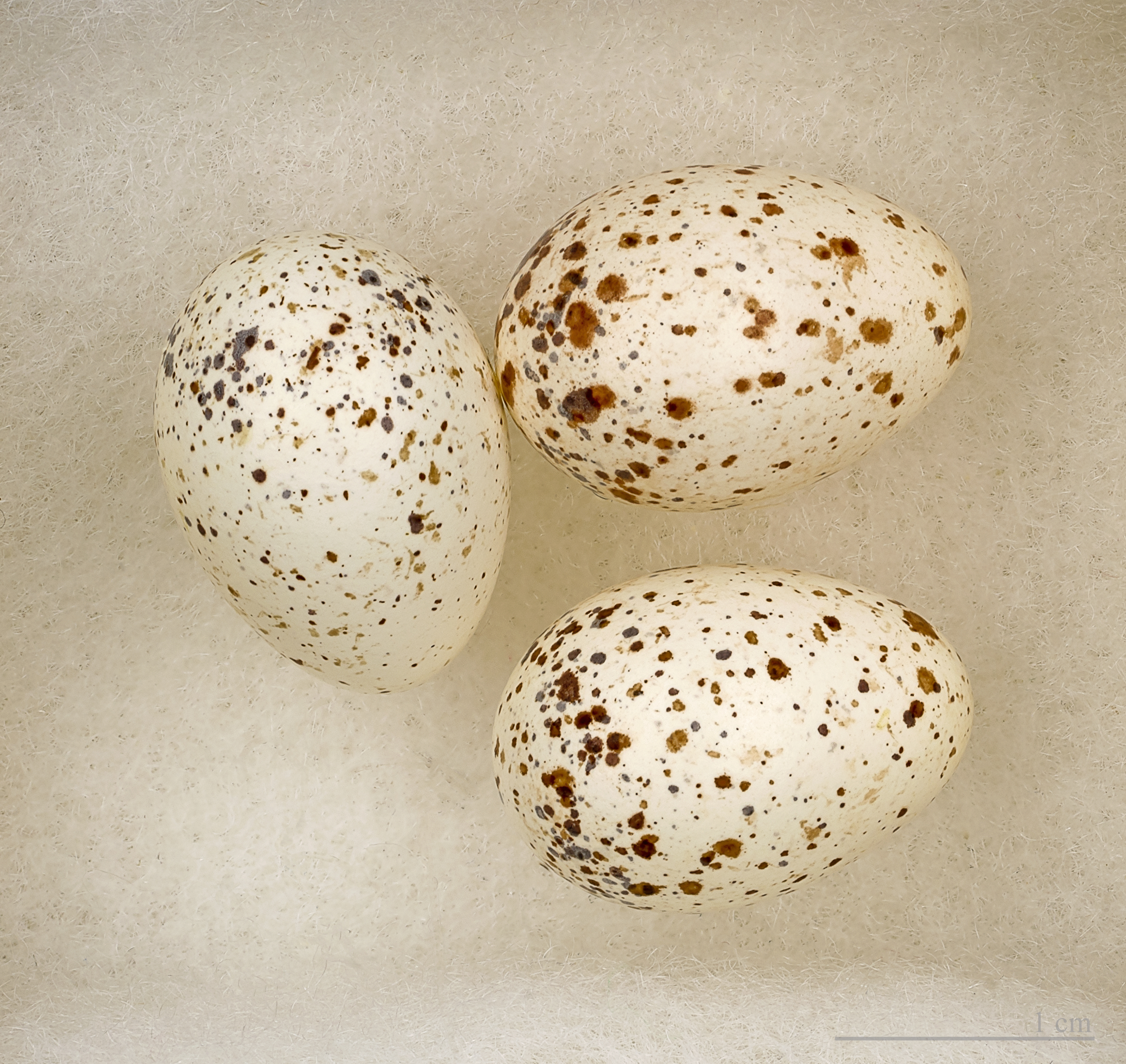
Hirundo aethiopica

Hirundo aethiopica là một loài chim trong họ Hirundinidae.